# Harry Blackmore Whittington
Harry Blackmore Whittington (ur. 24 marca 1916, zm. 20 czerwca 2010) – brytyjski paleontolog, doktor geologii.
Zajmował się głównie trylobitami i – w szczególności – skamieniałościami z łupków z Burgess. Zdobył Medal Wollastona.